# 702 Alauda
702 Alauda (phát âm /əˈlɔːdə/ ə-LAW-də) là một tiểu hành tinh lớn ở vành đai chính. Nó có đường kính là 194.73 km. Vì là tiểu hành tinh kép, Rojo và Margot ước tính nó có khối lượng là 6,05×1018 kg với tỷ trọng 1,56 g/cm³.
Tiểu hành tinh này do Joseph Helffrich phát hiện ngày 16.7.1910 ở Heidelberg, và được đặt theo tên Alauda, tên khoa học của chi chim chiền chiện.

## Vệ tinh
Từ các quan sát bằng kính viễn vọng quang học thích ứng rất lớn 8-m của đài thiên văn châu Âu nam bán cầu ở Cerro Paranal, Chile, người ta đã phát hiện "702 Alauda" có một vệ tinh có đường kính 5,5 km. Vệ tinh này ở cách hành tinh sơ cấp 900 km. Alauda đã được xác định là tiểu hành tinh lớn nhất của một nhóm tiểu hành tinh có nguồn gốc từ cùng một vụ va chạm (Collisional family). Vệ tinh này có thể là kết quả của vụ va chạm tạo ra nhóm tiểu hành tinh có cùng một tham số quỹ đạo.
Các thành viên khác của nhóm này là: 581 Tauntonia, 1101 Clematis, 1838 Ursa, 3139 Shantou, 3325 TARDIS, 4368 Pillmore, 5360 Rozhdestvenskij, 5815 Shinsengumi, cùng nhiều tiểu hành tinh khác.

## Vụ che khuất
Alauda đã che khuất một sao có cấp sao biểu kiến 9,5 thuộc chòm sao Song Tử lúc 08:18 giờ UT ngày 17.10.2009. Sự kiện này được nhìn thấy từ Uruguay, Argentina và Chile. Xích kinh và Xích vĩ của sự kiện nói trên là khoảng 07 44 09.08 +27 08 23.7.